# Pseudochetosoma salmonicola
Pseudochetosoma salmonicola är en plattmaskart. Pseudochetosoma salmonicola ingår i släktet Pseudochetosoma och familjen Steganodermatidae. Inga underarter finns listade i Catalogue of Life.